# Hôpital Psychiatrique de Bingerville
L'hôpital psychiatrique de Bingerville est un établissement public ivoirien de santé spécialisé en psychiatrie situé dans le district d'Abidjan, dans la commune de Bingerville. Il est le premier hôpital de la Côte d'Ivoire et, l'un des plus importants et spécialisés du pays en matière de traitement des troubles psychiatriques et psychologiques.

## Historique
La construction de l'hôpital psychiatrique de Bingerville, dont les plans remontent à 1937, débute en 1957. Cet hôpital  répondait à une obligation légale édictée en 1912, reprenant elle-même une disposition de 1838, stipulant que chaque département colonial français doit disposer d'un établissement pour accueillir les personnes atteintes de maladies mentales.
La construction s'achève en 1962, après l'indépendance de la Côte d'Ivoire, et l'hôpital ouvre ses portes le 28 février de la même année. Il fait partie des infrastructures sanitaires emblématiques de la commune de Bingerville. Son premier patient, accueilli le jour de son inauguration, était un détenu. Historiquement, l'établissement était destiné à accueillir des personnes souffrant de troubles mentaux, en particulier des détenus atteints de démence.
Après l'ouverture, l'hôpital psychiatrique de Bingerville attire rapidement un grand nombre de patients, certains accompagnés de leurs proches, d'autres internés d'office, une pratique courante à l'époque. La rumeur d'un établissement pour aliénés à Bingerville se répand vite, incitant la police à organiser des rafles systématiques et à déverser tous les vagabonds de la ville dans l'hôpital. Ainsi, en seulement trois mois, le nombre de patients passe de 125 à l'ouverture pour 250 lits à un effectif pléthorique de 550 à 600 malades.

## Description
En 2012, l'hôpital psychiatrique était doté d'une capacité de 150 lits et assurait environ 5 000 consultations et 1 000 hospitalisations par an. Et ce, grâce à une équipe de 120 employés, dont 10 médecins spécialisés en psychiatrie. L'hôpital  psychiatrique de Bingerville dispose de services tels qu'une pharmacie, une ambulance, une buanderie, une cuisine, une salle de jeux supervisée par des éducateurs spécialisés, et un espace vert utilisé parfois pour des cultures maraîchères, qui contribue à l'ergothérapie.
L'établissement sanitaire adopte une configuration en pavillons, avec trois pour les hommes et deux pour les femmes. Les pavillons Esquirol et Régis sont situés dans la zone masculine, tandis que dans le quartier féminin, nommé Abhé Antoine, il y a trente-huit lits au total, incluant des chambres de deuxième catégorie. Ces pavillons sont également équipés d'isoloirs pour les patients agités.

## Fonctionnement
Le centre offre divers services de soins, notamment des consultations psychiatriques, des hospitalisations, des thérapies comportementales et cognitives, de la psychothérapie institutionnelle, de l'art-thérapie, des services sociaux, des éducatrices spécialisées.
Le traitement dure au moins trois mois, avec une augmentation régulière de 30 personnes guéries par mois de 2015 à 2020. Chaque personne est prise en charge mais, malheureusement, il n'y a pas de services de réinsertion adaptés pour les aider. Cette prise en charge est répartie comme suit : 30 % par l'État, 50 % par les familles et 20 % par des organisations externes telles que des organisations non gouvernementales ou des ambassades.